# علي غندور
علي غندور (1931 - 29 أغسطس 2020) رجل أعمال وسياسي ومهندس وكاتب أردني لبناني، وهو مؤسس الخطوط الجوية الملكية الأردنية عام 1963 وتولى رئاسة مجلسها والإدارة العامة حتى عام 1989، وكان مستشار الملك حسين في الطيران المدني والنقل الجوي المدني والسياحة، وانتخب عضواً في اللجنة التنفيذية للمنظمة الدولية للنقل الجوي (IATA) ثم أصبح رئيس لجنة التنمية البشرية التابعة لها.
انضم منذ صغره إلى الحزب القومي الاجتماعي السوري في لبنان وبسبب محاولة انقلاب فاشلة عام 1961 قُبض على أعضاءه لكن علي غندور كان مسافراً لباريس ولجأ إلى الكويت، وصدر ضده الحكم بالإعدام غيابياً وأعلن عن جائزة للقبض عليه، حتى صدر قرار بالعفو عنه في عام 1968.
أثناء وجوده في الأردن نجح بعد تعاون مع الملك حسين بن طلال في تأسيس الخطوط الجوية الملكية الأردنية وقام بتأسيس أكاديمية الطيران ومركز للتدريب الفني، وقام فيما بعد بتأسيس شركة أرامكس وتولى عضوية مجلس إدارتها وكذلك تأسيس شركتي Aviation pioneers وأراب وينغز والعديد من الشركات الأخرى.

## التعليم والحياة المبكرة
نشأ غندور في بيروت، لبنان حيث قضى معظم شبابه، وقد تم قبوله في الكلية الدولية في بيروت، وهي مدرسة إعدادية مشتركة للتعليم الخاص تؤهل إلى الجامعة الأميركية في بيروت التي تخرج منها في وقت لاحق مع درجة هندسة الفضاء. ذهب أيضا للمزيد من التعلم في جامعة نيويورك في الولايات المتحدة. عاد غندور إلى لبنان في عام 1954 وانضم إلى هيئة الطيران المدني اللبناني كمهندس ورئيس لسلامة الطيران.

## النشاط السياسي
أدت الاتجاهات السياسية التي قام بها غندور إلى انضمامه إلى الحزب القومي الاجتماعي السوري الذي تم طرد أعضائه من قبل الحكومة اللبنانية بسبب انقلاب فاشل حاوله الحزب في عام 1961. وعلى الرغم من أن غندور كان في باريس في دورة تدريبية خلال الانقلاب، كان مطلوب من قبل الحكومة اللبنانية واعتبروه هارب. وهكذا لجأ غندور إلى باريس ثم ساحل العاج التي غادرها بعد ذلك ليذهب إلى الكويت.
وقد قبلت السلطات الكويتية لجوء غندور إلى الكويت طالما لم تصدر الحكومة اللبنانية أي إدانة بتوقيفه. بقي غندور في الكويت وعمل في الإدارة العامة للطيران المدني في الكويت قبل وقت طويل من صدور حكم الإعدام غيابا من لبنان الذي أجبره على المغادرة فورا إلى الأردن.
صدر حكم الإعدام في عام 1962 ووضعت الحكومة جائزة لمن يسهل القبض عليه حياً أو ميتاً وكانت المخابرات تلاحقه، في مؤتمر القمة العربية عام 1964 الذي عقد في القاهرة كان علي غندور ضمن وفد الملك الحسين وألتقى برئيس الجمهورية اللبنانية شارل حلو وقال له بأنه سيصدر عفو عنه لكنه طالب بصدور عفو عام للجميع، وفي عام 1968 صدر حكم بالعفو عن الجميع واستطاع زيارة بيروت وسط استقبال حر.

## في الأردن
ذهب غندور وزملاؤه إلى الملك الحسين بن طلال ليشكروه على قبولهم في الأردن. وكان اللقاء هو نقطة تحول الحياة في غندور عندما سأله الملك حسين عن خططه المستقبلية التي كانت نوايا غندور ستعود إلى غرب أفريقيا، ولم يوصي الملك حسين بخطط غندور، بل عرض عليه البقاء في الأردن من أجل إنشاء شركة الطيران الوطنية التي قبلها غندور.
قدم غندور دراسة الجدوى للملك حسين الذي أعجبه وأصدر الأوامر لبدء المشروع المدعوم بمرسوم ملكي في عام 1963. وبعد ذلك بأسبوع، تم استئجار طائرة من طراز دسك من الخطوط الجوية اللبنانية الدولية وكان من المقرر أن تطير إلى القدس وبيروت. وتم تقديم طائرتان من طراز هاندلي بيج دارت هيرالد من سلاح الجو الملكي الأردني من قبل الملك حسين لتحويلها إلى طائرات مدنية لاستخدامها في شركة الطيران التي أنشئت حديثا.
وتمت الموافقة على توصية غندور باسم شركة الطيران الملكية الأردنية الجديدة من قبل الملك حسين، وتم تمديد اسمها إلى عالية (بالإنجليزية: ALIA)‏ نسبة لإبنة الملك الكبرى الأميرة عالية. (ومن سوء الفهم الشائع أن شركة الطيران سميت باسم زوجة الملك الثالثة، الملكة علياء).

## إنجازاته ومناصبه
- مالك والرئيس المشارك في «أفييشن بيونيرز» (رواد الطيران) منذ 2007.
- مؤسس ورئيس مجلس إدارة «أراب وينغز».
- مؤسس ورئيس مجلس إدارة «الملكية الأردنية».
- مؤسس وعضو مجلس إدارة شركة أرامكس
- مؤسس «الشحن الجوي العربي»
- مؤسس «الأكاديمية الملكية الأردنية للطيران».
- مدير «جت إيرويز»
- عضو المجلس الاستشاري في «ميرشنت بريدج وشركاه»
- عضو مجلس إدارة «شركة ناس للطيران»
- عضو مجلس أمناء «الجامعة الأميركية في بيروت»[9]
- مستشار الملك حسين في الطيران المدني والنقل الجوي المدني والسياحة
- عضو مجلس إدارة «آرام للاستثمارات الدولية»
- عضو مجلس إدارة «شركة المنتجعات السياحية في الأردن»
- عضو مجلس أمناء «الجمعية الملكية للفنون الجميلة»، ومجلس أمناء «الصندوق الملكي للثقافة والتعليم»
- عضو «منتدى الفكر العربي»، وعضو «مؤسسة سعاده الثقافية».[6]

## الجوائز والتكريمات
- وسام النهضة من درجة غراند كوردون
- وسام الشرف للخدمات المقدمة لجمهورية النمسا[10]
- وسام جوقة الشرف من درجة الكوماندور
- وسام الأرز الوطني، لبنان

## وفاته
توفي يوم السبت 29 أغسطس 2020 الموافق 10 مُحرم 1442 عن عُمر ناهز 89 عامًا.